# Annika Brunsten
Annika Brunsten, född 26 mars 1956, är en svensk skådespelare.
Brunsten studerade vid Teaterhögskolan i Malmö.

## Filmografi
- 1995 – Jeppe på berget
- 1997 – Kung Lear
- 1998 – Lyllo och Zorba
- 1998 – Kirikou och den elaka häxan
- 1999 – Babar – elefanternas konung
- 2003 – Paragraf 9 (TV-serie)

### Fotnoter
1. 1 2  ”Annika Brunsten”. Svensk Filmdatabas. http://www.sfi.se/sv/svensk-filmdatabas/Item/?type=PERSON&itemid=216898&ref=%2ftemplates%2fSwedishFilmSearchResult.aspx%3fid%3d1225%26epslanguage%3dsv%26searchword%3dannika+brunsten%26type%3dPerson%26match%3dBegin%26page%3d1%26prom%3dFalse. Läst 18 februari 2013.